# حوزه انتخابیه ششم کارولینای شمالی
حوزه انتخابیه ششم کارولینای شمالی یک حوزه انتخابیه مجلس نمایندگان آمریکا است که در ایالت کارولینای شمالی قرار دارد.